# Romagne-sous-Montfaucon
Pour les articles homonymes, voir Romagne.
Romagne-sous-Montfaucon est une commune française située dans le département de la Meuse, en région Grand Est.

## Géographie

### Hydrographie
La commune est traversée par la ligne de partage des eaux entre les bassins versants de la Meuse et de la Seine au sein respectivement du bassin Rhin-Meuse et du bassin Seine-Normandie. Elle est drainée par le ruisseau l'Andon (Bras-Nord), le ruisseau de Moussin, le Fond de Sauvon, le ruisseau de Nantrise et le ruisseau de Cou,.
L'Andon (Bras-Nord), d'une longueur de 24 km, prend sa source dans la commune de Montfaucon-d'Argonne et se jette  dans la Meuse à Doulcon, après avoir traversé onze communes. 

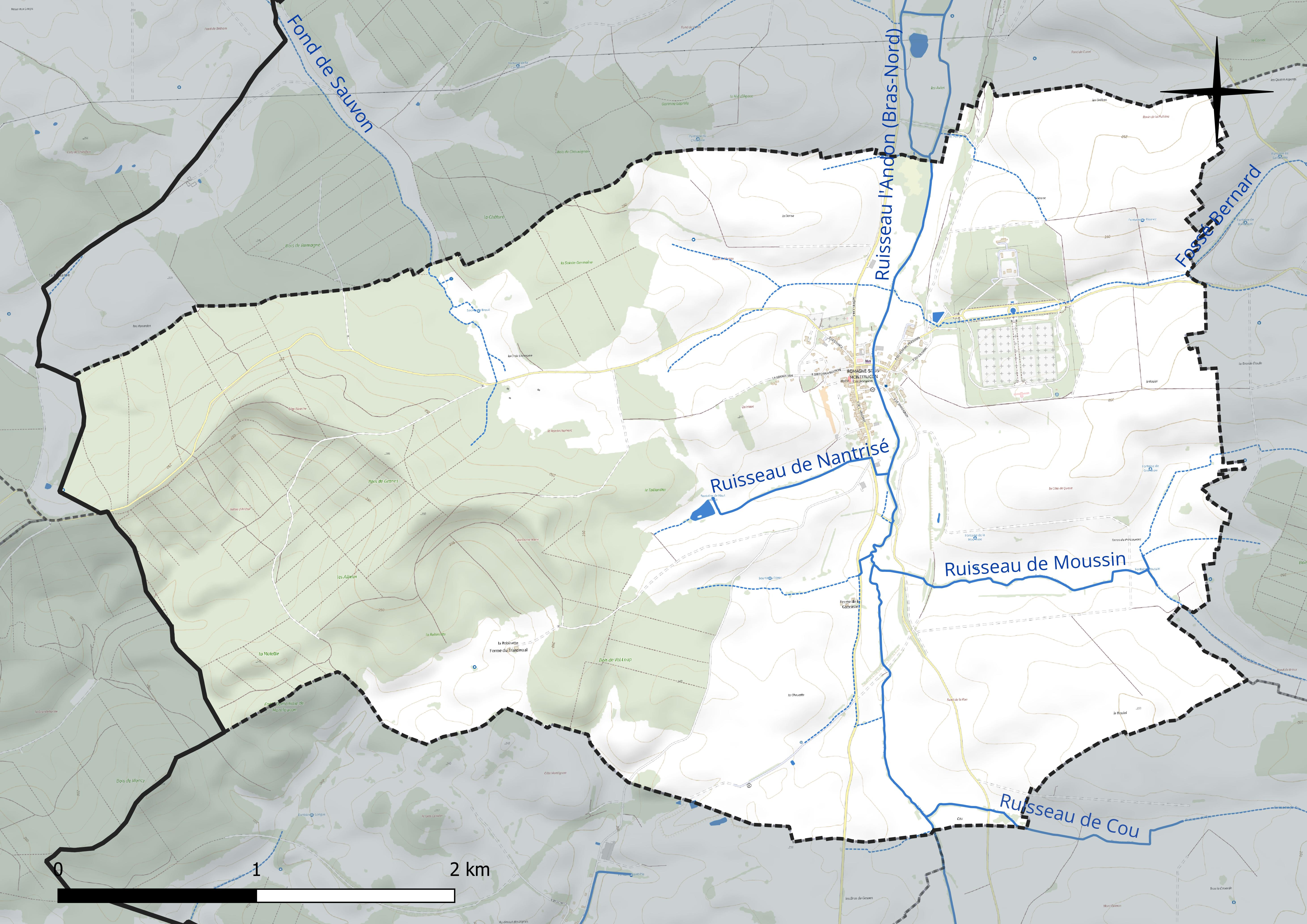
Réseau hydrographique de Romagne-sous-Montfaucon.

### Climat
Pour des articles plus généraux, voir Climat du Grand Est et Climat de la Meuse.
En 2010, le climat de la commune est de type climat de montagne, selon une étude du Centre national de la recherche scientifique s'appuyant sur une série de données couvrant la période 1971-2000. En 2020, Météo-France publie une typologie des climats de la France métropolitaine dans laquelle la commune est exposée à un climat océanique altéré et est dans la région climatique  Lorraine, plateau de Langres, Morvan, caractérisée par un hiver rude (1,5 °C), des vents modérés et des brouillards fréquents en automne et hiver. 
Pour la période 1971-2000, la température annuelle moyenne est de 9,5 °C, avec une amplitude thermique annuelle de 15,6 °C. Le cumul annuel moyen de précipitations est de 965 mm, avec 13,8 jours de précipitations en janvier et 9,4 jours en juillet. Pour la période 1991-2020, la température moyenne annuelle observée sur la station météorologique de Météo-France la plus proche, « Septsarges », sur la commune de Septsarges à 8 km à vol d'oiseau, est de 10,3 °C et le cumul annuel moyen de précipitations est de 942,8 mm. 
La température maximale relevée sur cette station est de 39,9 °C, atteinte le 25 juillet 2019 ; la température minimale est de −15,7 °C, atteinte le 1er janvier 1997,,. 
Les paramètres climatiques de la commune ont été estimés pour le milieu du siècle (2041-2070) selon différents scénarios d'émission de gaz à effet de serre à partir des nouvelles projections climatiques de référence DRIAS-2020. Ils sont consultables sur un site dédié publié par Météo-France en novembre 2022.

## Urbanisme

### Typologie
Au 1er janvier 2024, Romagne-sous-Montfaucon est catégorisée commune rurale à habitat dispersé, selon la nouvelle grille communale de densité à sept niveaux définie par l'Insee en 2022.
Elle est située hors unité urbaine et hors attraction des villes,.

### Occupation des sols
L'occupation des sols de la commune, telle qu'elle ressort de la base de données européenne d’occupation biophysique des sols Corine Land Cover (CLC), est marquée par l'importance des territoires agricoles (60,3 % en 2018), une proportion sensiblement équivalente à celle de 1990 (59,9 %). La répartition détaillée en 2018 est la suivante : 
terres arables (38,7 %), forêts (35 %), prairies (16,7 %), zones agricoles hétérogènes (4,9 %), espaces verts artificialisés, non agricoles (3,1 %), zones urbanisées (1,6 %). L'évolution de l’occupation des sols de la commune et de ses infrastructures peut être observée sur les différentes représentations cartographiques du territoire : la carte de Cassini (XVIIIe siècle), la carte d'état-major (1820-1866) et les cartes ou photos aériennes de l'IGN pour la période actuelle (1950 à aujourd'hui).

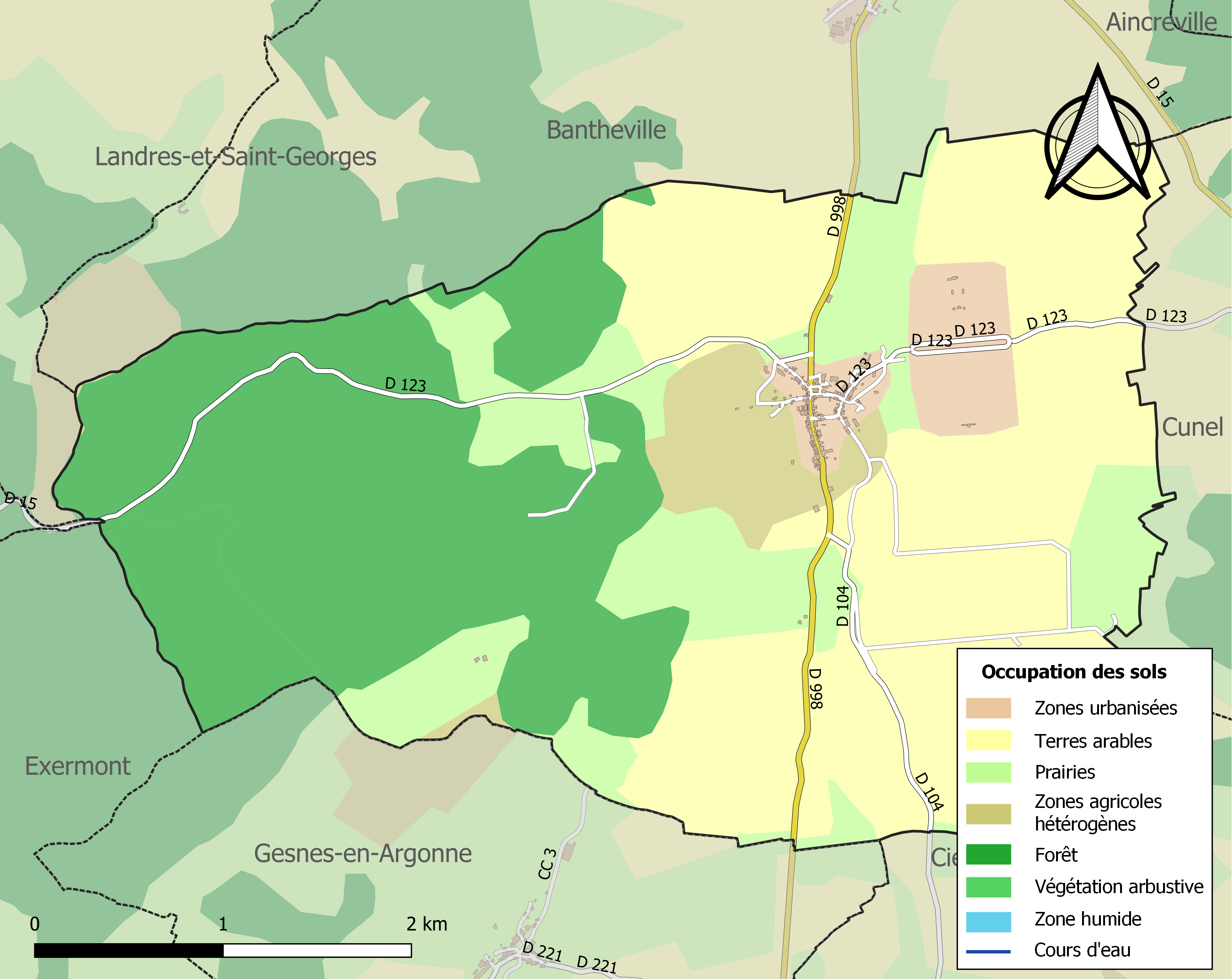
Carte des infrastructures et de l'occupation des sols de la commune en 2018 (CLC).

## Toponymie
Le nom de la localité est attesté sous les formes Romanneis (1179) ; Roumaigne (1261) ; Rommaigne (1517) ; Rommagne (1569) ; Romaigne (1656) ; Romaigne-soubs-Montfaucon (1669) ; Romaniæ.

Romagne est issu du nom de l'ancienne province italienne qui s'appelait Romandiola, qui était la prononciation populaire du mot latin Romania, Romagna, nom générique des pays qui était soumis aux Romains, « domaine de Rome ».

## Histoire
Le village accueille le Cimetière américain de Romagne-sous-Montfaucon, témoin des combats de septembre 1918.

## Politique et administration
| Période                                  | Période                      | Identité                                        | Étiquette | Qualité                               |
| ---------------------------------------- | ---------------------------- | ----------------------------------------------- | --------- | ------------------------------------- |
| Les données manquantes sont à compléter. |                              |                                                 |           |                                       |
| avant 1823                               | 1826                         | Étienne Taillard                                |           |                                       |
| 5 juillet 1826                           | 20 décembre 1826             | Jean-Louis Lacorde                              |           | maire ad intérim                      |
| 20 décembre 1826                         | 28 décembre 1830             | Louis-Xavier de Pouilly                         |           | destitué après le coup d'État de 1830 |
| 28 décembre 1830                         | 9 janvier 1841               | Jean-Louis Lacorde                              |           | mort en fonction                      |
| ...                                      |                              |                                                 |           |                                       |
| avant 1995                               | mars 2008                    | Gilbert Delandre                                | DVD       |                                       |
| mars 2008                                | juin 2017                    | Nicolas Raffa (décédé le 5 juin 2017)           |           |                                       |
| 2017                                     | En cours (au 3 juillet 2020) | Daniel Bertholet Réélu pour le mandat 2020-2026 |           |                                       |

## Population et société

### Démographie
L'évolution du nombre d'habitants est connue à travers les recensements de la population effectués dans la commune depuis 1793. Pour les communes de moins de 10 000 habitants, une enquête de recensement portant sur toute la population est réalisée tous les cinq ans, les populations de référence des années intermédiaires étant quant à elles estimées par interpolation ou extrapolation. Pour la commune, le premier recensement exhaustif entrant dans le cadre du nouveau dispositif a été réalisé en 2007.

En 2022, la commune comptait 175 habitants, en évolution de −6,42 % par rapport à 2016 (Meuse : −4,4 %, France hors Mayotte : +2,11 %).
| 1793 | 1800 | 1806 | 1821 | 1831 | 1836 | 1841 | 1846 | 1851 |
| ---- | ---- | ---- | ---- | ---- | ---- | ---- | ---- | ---- |
| 699  | 709  | 696  | 700  | 695  | 703  | 694  | 715  | 690  |

| 1856 | 1861 | 1866 | 1872 | 1876 | 1881 | 1886 | 1891 | 1896 |
| ---- | ---- | ---- | ---- | ---- | ---- | ---- | ---- | ---- |
| 673  | 695  | 679  | 636  | 613  | 614  | 578  | 552  | 537  |

| 1901 | 1906 | 1911 | 1921 | 1926 | 1931 | 1936 | 1946 | 1954 |
| ---- | ---- | ---- | ---- | ---- | ---- | ---- | ---- | ---- |
| 504  | 478  | 461  | 554  | 596  | 624  | 488  | 403  | 347  |

| 1962 | 1968 | 1975 | 1982 | 1990 | 1999 | 2006 | 2007 | 2012 |
| ---- | ---- | ---- | ---- | ---- | ---- | ---- | ---- | ---- |
| 345  | 298  | 304  | 270  | 193  | 165  | 183  | 185  | 189  |

| 2017 | 2022 | - | - | - | - | - | - | - |
| ---- | ---- | - | - | - | - | - | - | - |
| 184  | 175  | - | - | - | - | - | - | - |

## Culture locale et patrimoine

### Lieux et monuments
- L'église Saint-Michel, entièrement détruite durant l’offensive Meuse-Argonne en octobre 1918 et reconstruite entre 1925 et 1927.
- La chapelle du cimetière allemand.
- Le cimetière américain de Romagne-sous-Montfaucon  Classé MH (2017)[21].
- Le petit oratoire à Jésus XXe siècle.

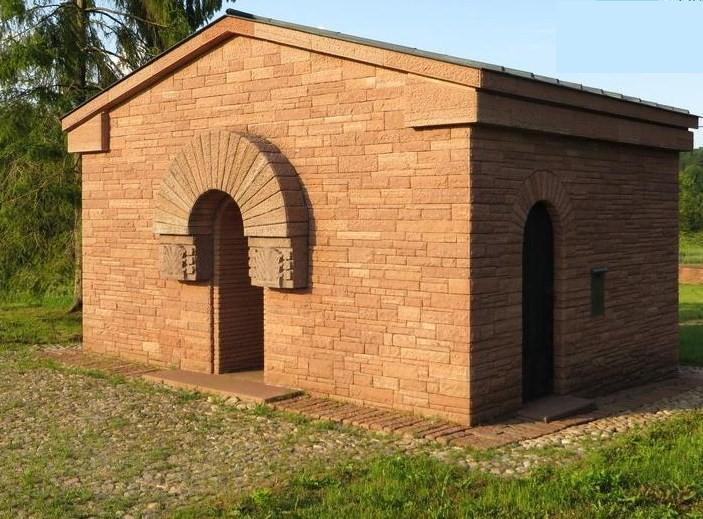
La chapelle du cimetière allemand.
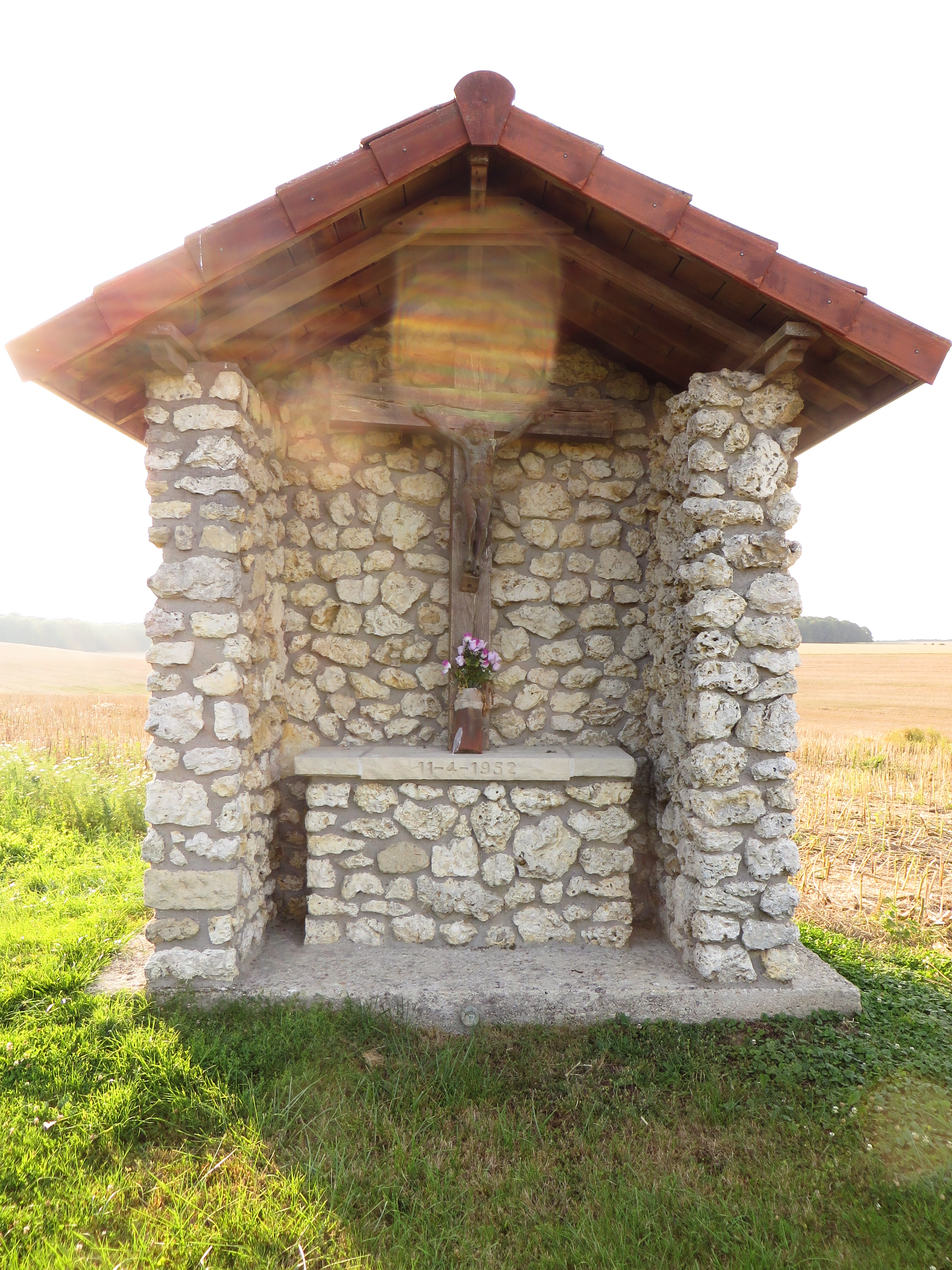
Oratoire.

### Personnalités liées à la commune

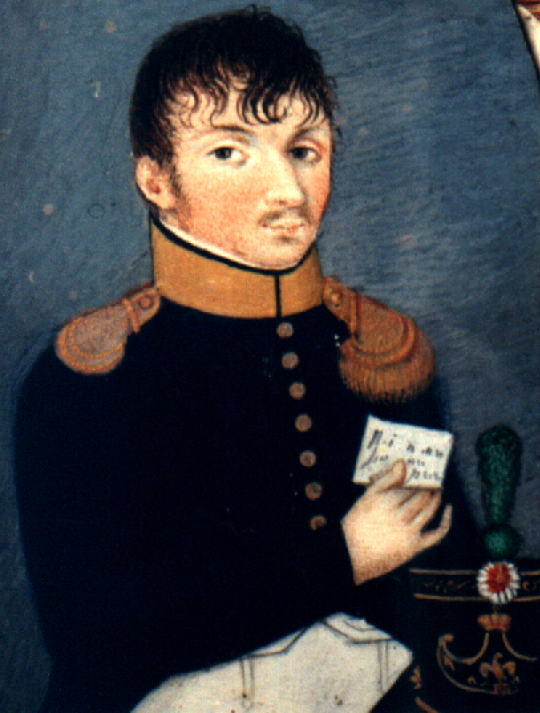
Jean-Louis Lacorde en tenue d’officier voltigeur du 84e Régiment de Ligne

- [22]Charles-Albert Keller (1874-1940), né à Romagne-sous-Montfaucon, fut un grand industriel français qui a construit un véritable empire industriel dans la vallée vallée Alpine de la Romanche, affluent du Drac et sous-affluent de l'Isère, sur le territoire de la commune de Livet-et-Gavet (38).
- Jean-Louis Lacorde (1781-1841), né à Bantheville et mort à Romagne-sous-Montfaucon, était un lieutenant voltigeur de l'armée napoléonienne, auteur d'un livre-mémoire sur ses dix ans de service ; retraité de service, il devient instituteur, puis maire à Romagne-sous-Montfaucon.

### Héraldique
| Blason de Romagne-sous-Montfaucon | Blason  | Tiercé en pairle : au 1er de gueules à la tête d'aigle pygargue arrachée d'argent, becquée et allumée d'or, soutenue par deux palmes du même, au 2e d'azur au casque romain d'argent et au 3e d'argent à la tête de lion arrachée d'azur, couronnée et lampassée de gueules. |
| Blason de Romagne-sous-Montfaucon | Détails | Création de R.A. Louis et D. Lacorde avec les conseils de la Commission Héraldique de l'UCGL. Adopté par la commune en avril 2012. |